# تفضل حسين خان الكشميري
تفضل حسين خان الكشميري (1801-1727) الأردية كان، المعروف أيضا باسم خان العلامة، وهوباحث من الاثني عشرية، الفيزياء، والفيلسوف. اشتهر بترجمته العربية لكتاب مبادئ إسحاق نيوتن.

## ولادته وتعليمه
ولدت تفضل الحسين كشميري لعائلة كشميرية ذات نفوذ في سيالكوت عام 1727. كان جده كرم الله عالماً عظيماً في عصره وعمل وزيراً في عهد مير مانو، حاكم لاهور. في سن الثالثة عشر، انتقل والده إلى دلهي، حيث درس المنطق الأساسي والفلسفة تحت إشراف الملا وجيه، وهو تلميذ العالم السني البارز ملا نظام الدين. تعلم الرياضيات من ميرزا محمد علي. في سن 18، انتقلت عائلته إلى لكناو حيث انضم إلى مدرسة فرنكي محل. درس العلوم الحديثة وعلم الفلك في عصره. كان قد تعلم الفلسفة العلمية الزائفة للملا صدرا في فرنجي محل، لكنه استمر. كتب مؤرخ العلوم سيمون شيفر:
«تفضل، المولود في شمال سيالكوت في العام الذي توفي فيه نيوتن، ينتمي إلى عائلة مرموقة تشيعت وقريبة من البلاط المغولي المتلاشي. درس المنطق والرياضيات والفلسفة الطبيعية في العاصمة الإمبراطورية في دلهي، ثم انتقل إلى عوض عام 1745، حيث ارتقى بسرعة لصالح نواب شجاع الدولة. التحق تفضل في لكناو بالكلية المشهورة في فرنكي محل، وهو منزل تاجر هولندي سابق تم الاستيلاء عليه باسم الإمبراطور أورنجزيب في عام 1693 لزراعة منهج حديث تم تطويره من قبل نظام الدين السهالوي المتعلم، حيث توجد مواد من العقلاني. تم تدريس تقليد النصوص اليونانية العربية للمرشحين للمسؤوليات القضائية والإدارية. تم تقدير تدريب الكلية في كل من أنظمة المعرفة والحكومة المغولية والبريطانية. استغلت شخصيات حضرية بارزة مثل عشيرة تفضل سياسيًا موارد الأدب الهندي الفارسي والثقافة الفلسفية الطبيعية والعلوم العقلانية التي درسها في دلهي ولاكناو. الغمر في المنطق والرياضيات الكلاسيكية، بما في ذلك التعليقات الإسلامية على إقليدس وبطليموس والجمع، مع التمكن من القانون الإداري والمدني».

## المهنة العلمية
عينه نواب شجاع الدولة معلما لابنه سعدات علي خان في الله أباد. هناك أصبح الشاب دلدار علي الهندي، الذي عُرف فيما بعد باسم غفران معاب، تلميذه. في زمن نواب آصف أود دوله، تم تعيين العلامة كشميري سفيراً في ديوان الحاكم العام لشركة الهند الشرقية في كلكتا. هناك تعلم اليونانية واللاتينية والإنجليزية وبدأ في ترجمة الأعمال العلمية للعلماء الأوروبيين إلى العربية لسد الفجوة بين الثورة العلمية والمؤسسات التعليمية الإسلامية والهندية. ازدهر العلم في أوروبا في القرن الثامن عشر بسبب المناقشات العامة في المقاهي والحانات والمحلات التجارية والمعارض والأماكن العامة الأخرى. بحلول نهاية القرن الثامن عشر الميلادي، أصبحت كلكتا مركزًا رئيسيًا للتبادل الثقافي حيث توجد العديد من الأعمال العلمية.
يكتب سايمون شيفر عن حرص تفضل على ترجمة أحدث المعارف:
"يقال إن تفضل كان يقضي صباحه في التعليقات على التقاليد والفلسفة الإسلامية وفي تدريس الرياضيات؛ ويتناول العشاء مع زملائه البريطانيين؛ ثم يشرح في فترة ما بعد الظهر والمساء خبرته في مدارس الشريعة الإسلامية المتناقضة. لتحسين إجادته للغة الشركة، قرأ "تاريخ إنجلترا" ولكن "لقد تخليت عنه منذ ذلك الحين". قام زميله السابق ويليام بلين، وهو طبيب الآن في لكناو، بدور الوسيط: أخبر بلين أندرسون أن تفضل "يقضي عمومًا ساعة أو ساعتين معي كل يوم في قراءة الكتب الإنجليزية. تلك الكتب في علم الفلك التي يحبها كثيرًا. أنت قد ترسل له بعض الكتب في ذلك العلم أو في الفروع العليا للرياضيات. بدأ محامي العمل على مواد أكثر تحديًا ومكافأة، تم الحصول عليها بشكل أساسي من شركاء وأصدقائه. تضمنت هذه النصوص الكنسية لرياضيات القرن الثامن عشر والميكانيكا العقلانية، مثل ميكانيكا 1769 لعالم الرياضيات غريب الأطوار ويليام إمرسون، وهو عمل قدم لطلابه نسخة موثوقة من علم الحركة الجاليلي والتحليل العقلاني. درس تفضل أيضًا أطروحة الجبر (1745) التي كتبها توماس سيمبسون، أستاذ الرياضيات في الأكاديمية العسكرية الملكية في وولويتش، وأطروحة 1707 عن المقاطع المخروطية للمحلل الرياضي الفرنسي غيوم دي لوبيتال."

### عمله
قام بتأليف ما يلي:
1. شرح على مخروطاتأتابلونيوس
2. رسالتان في الجبر والمقابلة
3. ترجمة تحرير مساكن ديوفانتس
4. شرح على مخروطات ديونبال
5. شرح على مخروطات دينويال
6. ترجمة الأصول الرياضية للفلسفة الطبيعية السير إسحاق نيوتن
7. كتاب في الفيزياء
8. كتاب عن علم الفلك الغربي
9. حواش وتعليقات على كتب الحديث والفقه للفريقين
10. كتب الحكمة الإسلامية

تم تدريس بعض هذه الكتب في المدارس الدينية الشيعية في لكناو في القرن التاسع عشر. خلفه، سعدات علي خان، أسس مرصدًا في لكناو. رعى نواب غازي الدين حيدر ونواب ناصر الدين حيدر التعلم العلمي الحديث.

### التعاون مع جيمس دينويدي
في عام 1792، جرب الباحث العلمي الإسكتلندي جيمس دينويدي حظه في الصين لكنه فشل في إثارة إعجاب الإمبراطور. في مواجهة الأزمة المالية، هاجر في عام 1794 إلى كلكتا على أمل آفاق أفضل، وبدأ سلسلة من المحاضرات حول العلوم الطبيعية ونظمت عروض توضيحية للظواهر العلمية. كما قدم دروسًا خاصة في الرياضيات وعلم الفلك والهندسة. كان يعتقد أنه بدون التفكير الرياضي لا يمكن للمرء أن يتعمق في العلم. وقال:
«فقط في تلك الأجزاء من العلم التي تم أخذها في الاعتبار رياضيًا، يمكن لتلك الفلسفة الطبيعية التباهي بأنها استمرت في تحقيقاتها بثقة ونجاح وفائدة.»
كان يعتقد أنه بدون المعرفة الموصوفة رياضيًا، لا يمكن للمرء أن يتجاوز فهم تلميذ المدرسة للعلم. كانت العلامة تفضل الحسين كشميري قد ترجم بالفعل «مبادئ نيوتن» إلى العربية في عام 1789. بعد أن بدأ دينويدي التدريس في كلكتا، في 24 أكتوبر 1794، التحق العلامة العجوز بنفسه كطالب. علمه دينويدي البصريات أولاً ثم علم الهندسة الحديثة. ولدهشته، كان تفاضل يعاني من الرياضيات. قال:
«من غير المألوف إلى حد ما أن يكون الرجل الذي يقرأ الكثير من النظريات جاهلاً تمامًا بالرياضيات العملية».

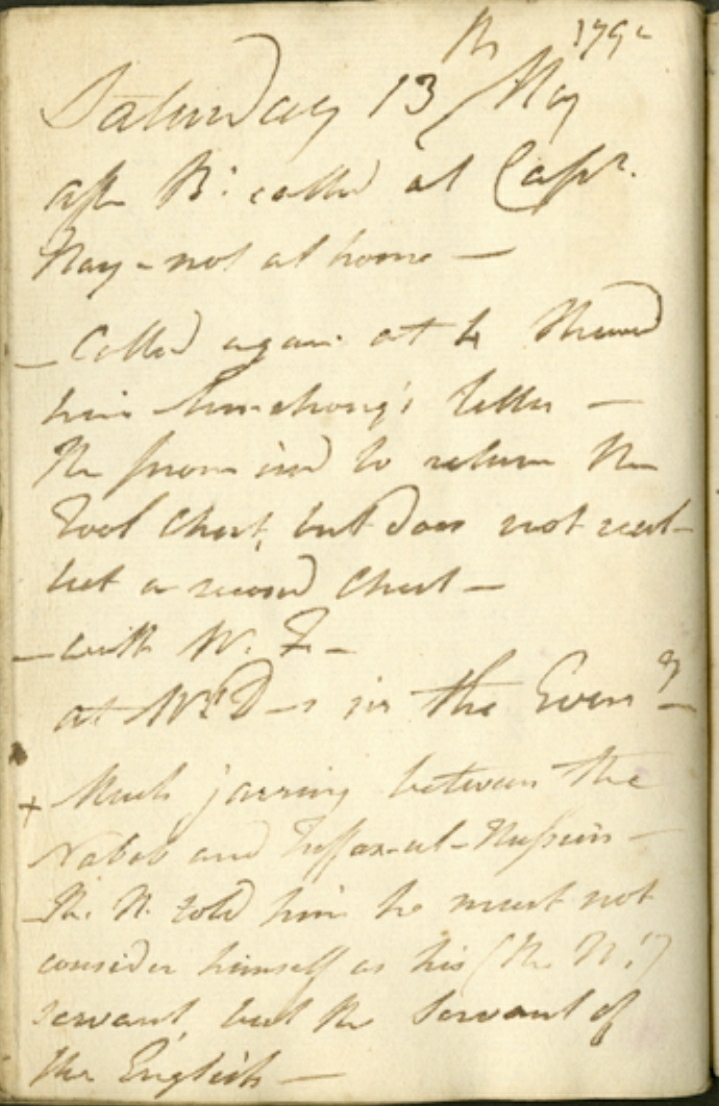
يلاحظ جيمس دينويدي في مذكراته: "الكثير من التناقض بين نابوب وتفضل حسين - أخبره أنه لا يجب أن يعتبر نفسه خادمه (ن) ولكن خادم اللغة الإنجليزية." 13 مای 1797.

كان العلامة مثقلًا أيضًا بوظيفة سفير عوض، واضطر إلى التوقف عن الرسوم الدراسية. بالعودة إلى لكناو، كان نواب غير سعيد وأطلق عليه لقب «خادم اللغة الإنجليزية»، لأنه كان منشغلاً للغاية بالتعلم وترجمة المعرفة العلمية الحديثة. في نوفمبر 1795، استأنف عمله، وهذه المرة علمه دينويدي علم الفلك التجريبي. كان العلم متبادلاً، حيث أبلغ تفاضل أيضًا دينويدي عن علم الفلك الهندي والعربي.

### معارضة الأرثوذكسية
اعتبره عالم اللاهوت الشهير في ذلك الوقت، شاه عبد العزيز، نجل شاه ولي الله الدهلاوي، مرتدًا بسبب بعض آرائه.

## موت
في عام 1799 أصيب بنزيف في المخ مما أدى إلى إصابة جسده بحالة من الشلل. توفي في سفره من باناراس إلى لكناو في 3 مارس 1801.

## أنظر أيضا
- برويز هودبوي